# Иванковци
 Тази статия е за селото в България.  За селото в Северна Македония вижте Иванковци (Община Велес).  
Иванковци е село в Северна България. То се намира в община Габрово, област Габрово.

## География
Село Иванковци се намира в планински район. Съставено е от две махали – Горно и Долно Иванковци. Наблизо се намира жп спирка Иванковци по линията Царева ливада – Габрово.

## История
Най-старите писмени сведения за селото са от един тефтер за данъка хлебнина от 1811 година. Намерен е от известния габровски учител и общественик Недко Стойков. В него на страниците 4, 5, 6 и 7 са записани имена на данъкоплатци от 33 габровски колиби, между които е и колиби Иванковци (в някои стари карти се среща и като Йоанковци). През 1881 г. това населено място е наброявало 15 къщи с 85 жители население. Тогава влизало в състава на община Златарска заедно с още 11 колиби – Брънеци, Златари, Копчалии, Баба Маджарка, Моневци, Нова махала, Обрятковци, Оролевци, Тлъчници, Тончовци и Търсигъзите. При следващото преброяване през 1887 г. е имало 104 жители, 1892 г. – 116, 1900 г. – 121, 1910 г. – 149, 1920 г. – 117, 1926 г. – 133 жители и 30 къщи, 1934 г. – 117 души налично население и 102 местно, 1946 г. – 74, 1956 г. – 60, 1960 г. – 51, 1964 г. – 48, 1968 г. – 23, и 1975 г. – 18 жители.  
Селото е електрифицирано по времето на социализма, няма канализация, а водопровод е прекаран едва около 2004 г. Дотогава „водоснабдяването“ е било от няколко кладенци и чешми. 
При изкопните дейности при построяването на жп линията Габрово – Царева ливада през 1910 г в землището на селото е открита могила. В нея е проучен зидан гроб от необработени камъни на калова спойка, образуващи конструкция, подобна на свод. Погребението е извършено чрез трупополагане, като тялото е с ориентация изток–запад. Инвентарът се състои от керамичен аскосовиден съд, работен на колело, и сребърна фибула „тракийски тип“. Гробът е датиран в IV в. пр. Хр.

## Население
Преброяване на населението през 2011 г.
Численост и дял на етническите групи според преброяването на населението през 2011 г.:
|                     | Численост | Дял (в %) |
| Общо                | 23        | 100,00    |
| Българи             | 23        | 100,00    |
| Турци               | 0         | 0,00      |
| Цигани              | 0         | 0,00      |
| Други               | 0         | 0,00      |
| Не се самоопределят | 0         | 0,00      |
| Неотговорили        | 0         | 0,00      |

## Личности
- Неделчо Неделчев – В Иванковци на 1 ноември 1887 година е роден известният габровски учител, общественик, писател и читалищен деец Неделчо Бенев Неделчев. Учил е в началното селско училище, в габровската Априловска гимназия и в Института за учители в Русе. Учителският му стаж обхваща период от 33 години. Основател, артист и председател на Габровския общински театър. Основател и член на Съюза на писателите от провинцията в България. Участвал е в Балканската и Първата световна война като подофицер, заради което е награден с орден за храброст. От годините на войните са книгите му „Война и любов“ и „Китка къдрави цветя“. Издал е и стихосбирките „Моите песни“ и „С очила на луната“. В книги с разкази е автор на 15 детски пиеси и много публикации. През 1926 година издава сборник разкази, написани от загиналия в Балканската война писател реалист от съседната махала Копчалии Илия Иванов – Черен Този сборник е със заглавие „Светлина от изток“. В Антологията на провинциалните писатели „Светлоструй“ през 1936 година участва с драмата „Запис на заповед“. След нея се появяват „Авторът и героите“, „Венчален пръстен“, „Силите на живота“, „Драма на бъдещето“. За дългогодишната му учителска, писателска и читалищна дейност през 1967 година Неделчо Бенев е награден с орден I степен „Кирил и Методий“.

### Участници във войните
- ефрейтор Стефан К.Досев, във войната със Сърбия през 1915 г, 8-а пехотна дивизия, 8-а пионерна дружина, награден 1916 г с военен орден „За храброст“, IV ст.
- редник Васил Д. Кънев, трети армейски телеграфен парк, умира в дома си 1917 г.
- кандидат подофицер Денчо Христов Деянов, 18-и артилерийски полк, 8-а батарея, убит на 18.09.1916. в Лерин, погребан в с.Петорак, Битолско
- редник Деню Стойчев, 8-и дивизионен продоволствен транспорт, 2-ри ешелон, загинал 3.08.1916 г. в София
- старши подофицер Станю Генов Тихов, 4-ти конен полк, 2-ри ескадрон, починал от раните си 25.09.1916 г.,в Добрич
- редник Колю Илиев Камбев, 6-и маршеви полк, 9-а рота, починал от раните си 12.10.1916 г., в Добрич
- редник Добри Недялков, роден 1891, 10-а пионерна дружина, загинал на 10 юни 1913 г.,г. Фере,Одринскои погребан там

В Балканската, Междусъюзническата и Първата световна война от Иванковци са участвали още и Рачо Дечев, Иван Дянов, Дяно Илиев, Иван Станчев, Рачев, Цанко Петров; Христо, Колю и Петър Денкови, Стефан Пенчев, Пройно Иванов, Савчо Дянов,